# Eleições parlamentares europeias de 1999 (Espanha)
As eleições parlamentares europeias de 1999 em Espanha foram realizadas a 13 de junho para eleger os 64 assentos do país para o Parlamento Europeu.
O Partido Popular voltou a vencer as eleições, tendo sofrido perdas mínimas, obtendo 39,74% dos votos e 27 deputados, embora, o Partido Socialista Operário Espanhol tenha encurtado distâncias, subindo para os 35,33% dos votos e 24 deputados.
Por fim, destacar o péssimo resultado da Esquerda Unida, que perdeu mais de metade dos votos conquistados em 1994, ficando-se pelos 5,77% dos votos.

## Resultados Nacionais
| Partido                 | Partido                                   | Votos      | %               | +/-   | Deputados | +/-     |
| ----------------------- | ----------------------------------------- | ---------- | --------------- | ----- | --------- | ------- |
|                         | Partido Popular                           | 8 410 993  | 39,74 / 100,00  | 0,38  | 27 / 64   | 1       |
|                         | Partido Socialista Operário Espanhol      | 7 477 823  | 35,33 / 100,00  | 4,54  | 24 / 64   | 2       |
|                         | Esquerda Unida                            | 1 221 566  | 5,77 / 100,00   | 7,67  | 4 / 64    | 5       |
|                         | Convergência e União                      | 937 687    | 4,43 / 100,00   | 0,23  | 3 / 64    | Estável |
|                         | Coligação Europeia                        | 677 094    | 3,20 / 100,00   | Novo  | 2 / 64    | Novo    |
|                         | Coligação Nacionalista - Europa dos Povos | 613 968    | 2,90 / 100,00   | 1,18  | 2 / 64    | Estável |
|                         | Bloco Nacionalista Galego                 | 349 079    | 1,65 / 100,00   | -     | 1 / 64    | -       |
|                         | Herri Batasuna                            | 306 923    | 1,45 / 100,00   | 0,48  | 1 / 64    | 1       |
|                         | Os Verdes - As Esquerdas dos Povos        | 300 874    | 1,42 / 100,00   | Novo  | 0 / 64    | Novo    |
|                         | Outros                                    | 512 674    | 4,11 / 100,00   |       | 0 / 64    |         |
| Votos Inválidos         | Votos Inválidos                           | 357 583    | 1,69 / 100,00   | 1,23  |           |         |
| Total                   | Total                                     | 20 808 681 | 100,00 / 100,00 |       | 64 / 64   |         |
| Eleitorado/Participação | Eleitorado/Participação                   | 33 840 432 | 63,05 / 100,00  | 3,91  |           |         |
| Fonte                   | Fonte                                     | [ 2 ]      | [ 2 ]           | [ 2 ] | [ 2 ]     | [ 2 ]   |